# Crassibrachia sandersi
Crassibrachia sandersi är en ringmaskart som först beskrevs av Southward 1968.  Crassibrachia sandersi ingår i släktet Crassibrachia och familjen skäggmaskar. Inga underarter finns listade i Catalogue of Life.